# Herneith
Herneith (Oudegyptisch Hr Nj.t Dienstmaagd van Neith) is een vermoede vroeg-dynastieke koningin uit de 1e dynastie van Egypte. Zij leefde in het begin van het 3e millennium v.Chr. aan de zijde van koning (farao) Djer aan het hof van Memphis.
Herneith was mogelijk de grootmoeder van de latere koning Den. Sommigen denken dat zij zijn moeder was, maar volgens anderen was Merneith zijn moeder.
Voorafgaande Egyptische koningin was Berenib. Als opvolgster geldt Nachtneith of Peneboei en mogelijk ook Sesjemetka.

## Graftombe
Haar graf is gevonden in Saqqara, waar haar naam werd teruggevonden samen met aanwijzingen dat zij mogelijk een rol als koningin had.
Het uitzonderlijk grote graf (tombe S3507) "getuigt van een cruciale historische en architecturale betekenis", aldus Tyldesley. Men vond er inscripties op urnen waarop koning Djer, koning Den en ook koning Qaä vermeld staan. De graftombe bestaat uit een rechthoekige mastaba uit leemtegels als superstructuur. Maar binnen deze structuur werd een piramideachtige ophoging aangetroffen die met baksteen was bedekt. Deze combinatie van mastaba en grafheuvel stelt een combinatie voor van noordelijke (mastaba) en zuidelijke (grafpiramide) grafarchitectuur. Deze eerder onhandige poging om de karakteristieke graftumulus van het zuiden met de lineaire graven van het noorden te combineren zou opnieuw een initiatief zijn in de richting van een dynastieke alliantie tussen twee rivaliserende provincies.

## Titels
Van Herneith zijn als koninginnentitels bekend:
- ‘‘Gemalin onder de twee vrouwen’‘ (sm3yt-nbty)
- ‘‘Eerste onder de vrouwen’‘ (khnty)

Grajetzki maakt evenwel de bedenking, of deze wel bij uitsluitsel naar een functie als koningin kunnen verwijzen.